# 156 (liczba)
156 (sto pięćdziesiąt sześć) – liczba naturalna następująca po 155 i poprzedzająca 157.

## W matematyce
- 156 jest liczbą Harshada[1]
- 156 jest liczbą proniczną[2]
- 156 jest palindromem liczbowym, czyli może być czytana w obu kierunkach, w pozycyjnym systemie liczbowym o bazie 5 (1111)
- 156 należy do czternastu trójek pitagorejskich (60, 144, 156), (65, 156, 169), (117, 156, 195), (133, 156, 205), (156, 208, 260), (156, 320, 356), (156, 455, 481), (156, 495, 519), (156, 667, 685), (156, 1008, 1020), (156, 1517, 1525), (156, 2025, 2031), (156, 3040, 3044) (156, 6083, 6085).

## W nauce
- liczba atomowa unpenthexium (niezsyntetyzowany pierwiastek chemiczny)
- galaktyka NGC 156
- planetoida (156) Xanthippe
- kometa krótkookresowa 156P/Russell-LINEAR

## W kalendarzu
156. dniem w roku jest 5 czerwca (w latach przestępnych jest to 4 czerwca). Zobacz też co wydarzyło się w roku 156, oraz w roku 156 p.n.e.